# Australia en los Juegos Olímpicos de Roma 1960
Australia estuvo representada en los Juegos Olímpicos de Roma 1960 por un total de 189 deportistas que compitieron en 17 deportes.  
El portador de la bandera en la ceremonia de apertura fue el regatista Jock Sturrock.

## Medallistas
El equipo olímpico australiano obtuvo las siguientes medallas:
| Nombre                                                                                             | Deporte   | Competición                |
| -------------------------------------------------------------------------------------------------- | --------- | -------------------------- |
| Oro                                                                                                |           |                            |
| Herb Elliott                                                                                       | Atletismo | 1500 m M                   |
| Lawrence Morgan (Salad Days)                                                                       | Hípica    | Concurso completo ind.     |
| Lawrence Morgan (Salad Days) Neale Lavis (Mirrabooka) Bill Roycroft (Our Solo) Brian Crago (Sabre) | Hípica    | Concurso completo por eqs. |
| John Devitt                                                                                        | Natación  | 100 m libre M              |
| Murray Rose                                                                                        | Natación  | 400 m libre M              |
| John Konrads                                                                                       | Natación  | 1500 m libre M             |
| David Theile                                                                                       | Natación  | 100 m espalda M            |
| Dawn Fraser                                                                                        | Natación  | 100 m libre F              |
| Plata                                                                                              |           |                            |
| Noel Freeman                                                                                       | Atletismo | Marcha 20 km M             |
| Brenda Jones                                                                                       | Atletismo | 800 m F                    |
| Neale Lavis (Mirrabooka)                                                                           | Hípica    | Concurso completo ind.     |
| Murray Rose                                                                                        | Natación  | 1500 m libre M             |
| Neville Hayes                                                                                      | Natación  | 200 m mariposa M           |
| Terry Gathercole Neville Hayes Geoffrey Shipton David Theile                                       | Natación  | 4 × 100 m estilos M        |
| Alva Colquhuon Dawn Fraser Lorraine Crapp Ilsa Konrads                                             | Natación  | 4 × 100 m libre F          |
| Janice Andrew Dawn Fraser Rosemary Lassig Marilyn Wilson                                           | Natación  | 4 × 100 m estilos F        |
| Bronce                                                                                             |           |                            |
| David Power                                                                                        | Atletismo | 10 000 m M                 |
| Oliver Taylor                                                                                      | Boxeo     | Gallo (54 kg) M            |
| Tony Madigan                                                                                       | Boxeo     | Ligero (60 kg) M           |
| Janice Andrew                                                                                      | Natación  | 100 m mariposa F           |
| John Konrads                                                                                       | Natación  | 400 m libre M              |
| John Devitt David Dickson John Konrads Murray Rose                                                 | Natación  | 4 × 200 m libre M          |